# Reinoud III van Joigny
Reinoud III van Joigny (gestorven 1150) was de tweede zoon van Godfried II van Joinville en Hodierna van Courtenay. Hij volgde zijn vader op als graaf van Joigny. Reinoud was gehuwd met:
- Wandalmode van Beaujeu, dochter van Humbert II van Beaujeu,
- Alice, dochter van Stefanus van Blois en Adela van Normandië.

Zijn kinderen waren:
- Gwijde
- Reinoud
- Elvida, abdis van Saint-Julien in Auxerre.